# Škoda 650

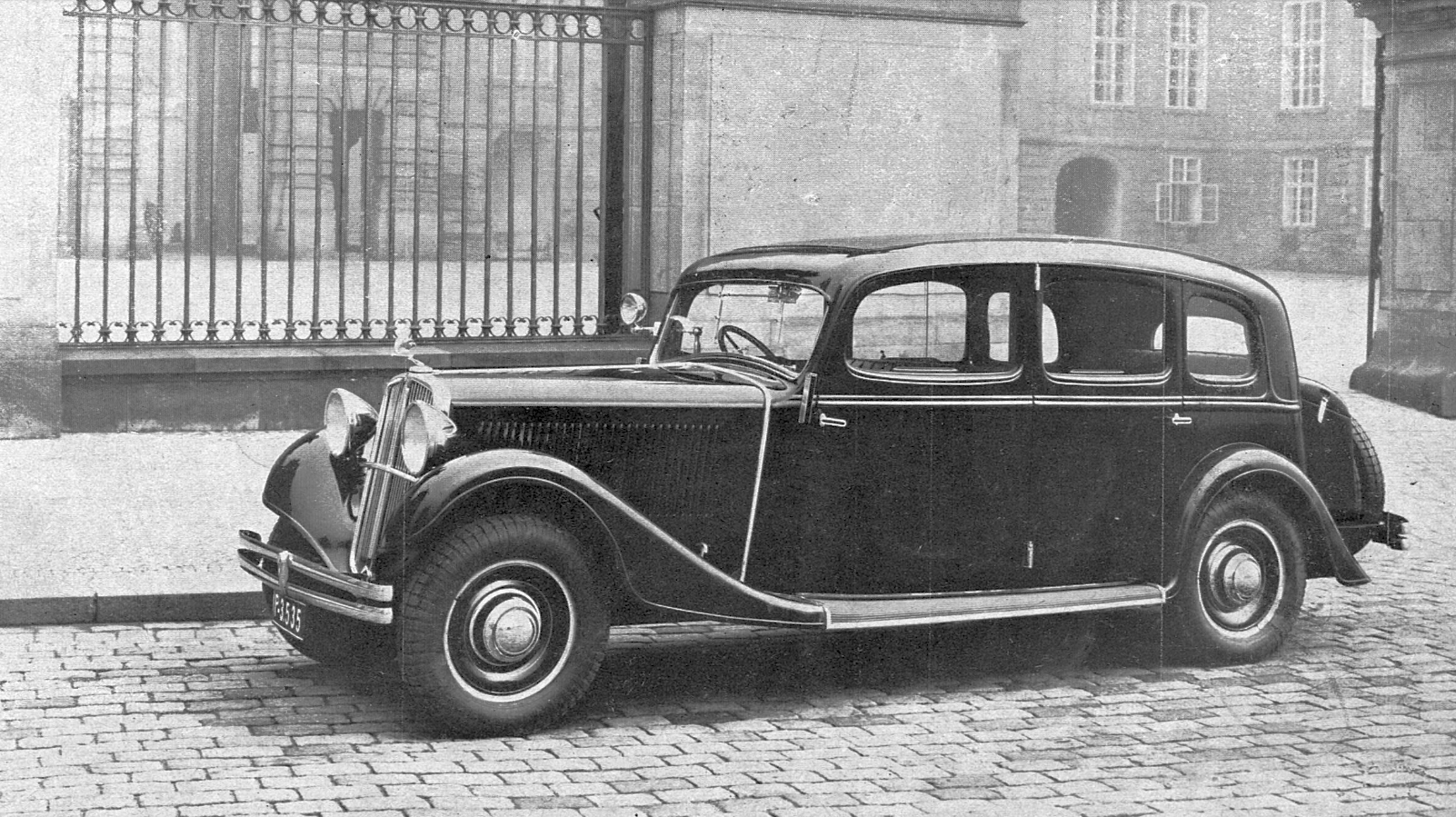
Škoda 650 (1934)

Der Škoda 650 war der Nachfolger des Škoda 6 R. Der PKW kam 1932 mit verschiedenen Aufbauten in Holz-/Stahlmischkonstruktion heraus.
Der wassergekühlte, seitengesteuerte Sechszylinder-Viertakt-Motor hatte einen Hubraum von 2704 cm³ und eine Leistung von 50 PS (37 kW). Er beschleunigte das etwa 1600 kg schwere Fahrzeug bis auf 110 km/h. Über das an den Motorblock angeflanschte Getriebe und eine Kardanwelle wurde die Antriebskraft an die Hinterräder weitergeleitet. Der Rahmen des Wagens bestand aus genieteten Stahl-U-Profilen.